# Timberlea-Prospect
Circonscription électorale provinciale du Canada
Timberlea-Prospect est une circonscription électorale provinciale de la province canadienne de la Nouvelle-Écosse, afin d'élire un seul député à la Chambre d'Assemblée. 

## Liste des députés
|  | Bruce Holland        | Libéral | 1993 - 1998 |
|  | Bill Estabrooks (en) | NPD     | 1998 - 1999 |
|  | Bill Estabrooks (en) | NPD     | 1999 - 2003 |
|  | Bill Estabrooks (en) | NPD     | 2003 - 2006 |
|  | Bill Estabrooks (en) | NPD     | 2006 - 2009 |
|  | Bill Estabrooks (en) | NPD     | 2009 - 2013 |
|  | Iain Rankin          | Libéral | Depuis 2013 |